# Evangheliarul lui Ostromir
Evangheliarul lui Ostromir (în rusă Остромирово Евангелие) este cea mai veche carte în limbile slave orientale. (Arheologii au datat Codexul Novgorod, o tabletă scrisă cu ceară cu extrase din psalmi, descoperită în 2000, într-un interval de timp anterior, dar spre deosebire de Evangheliarul lui Ostromir, aceasta nu conține o dată explicită). Evangheliarul lui Ostromir au fost creat de diaconul Grigorie pentru patronul său, posadnikul Ostromir din Novgorod, în 1056 sau 1057 (anul 6564, în sistemul său de datare), probabil un cadou pentru o mănăstire. Manuscrisul este păstrat (din 1806) în Biblioteca Națională a Rusiei din Sankt Petersburg (cod F.p. I.5.). Evangheliarul lui Ostromir a fost inclus în patrimoniul mondial UNESCO.

## Cartea
Acest evangheliar este un manuscris cu miniaturi; aceasta nu conține cele patru evanghelii la rând, ci prezintă lecturi de sărbătoare și de duminică și începe cu începutul Evangheliei lui Ioan („La început a fost cuvântul ...”). Este scris de mână pe două coloane pe 294 de foi de pergament de dimensiunea 20 x 24 cm. Fiecare pagină conține optsprezece linii. Cartea este încheiată de notificarea scribului despre circumstanțele creației manuscrisului. 
S-au păstrat trei portrete complete de evangheliști, realizate de doi artiști diferiți. Multe pagini au elemente decorative. Asemănarea strânsă între aceasta și paginile echivalente din Lecționarul Mstislav sugerează că acestea se bazează pe un prototip comun, acum pierdut. Cei doi artiști care au realizat portretele de evangheliști au fost amândoi influențați de modele bizantine, dar stilul portretelor sfinților Marcu și Luca pare să fie inspirate din plăci bizantine din sticlă, mai degrabă decât din manuscrise. 

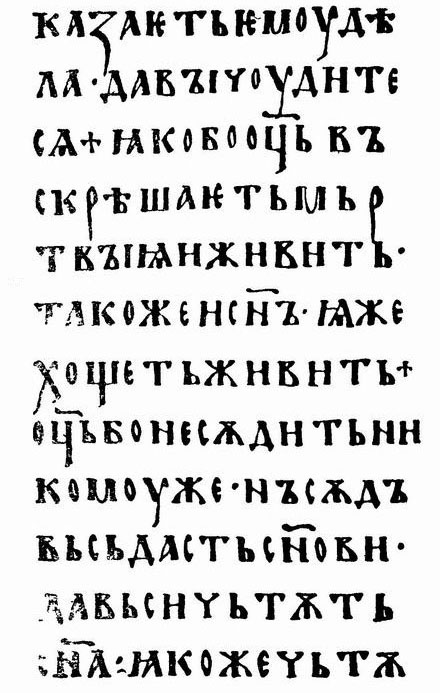
Evanghelia lui Ostromir

Mai multe manuscrise rusești au supraviețuit în Novgorod, care nu a fost niciodată ocupat de mongoli.

## Istorie ulterioară
Se crede că acest manuscris a fost luat de la una dintre mănăstirile din  Novgorod și dus în colecția personală a țarilor ruși din Kremlinul din Moscova, unde a fost înregistrată pentru prima dată în 1701. Petru cel Mare a poruncit să fie dus la Sankt Petersburg, unde nu s-a menționat nimic despre manuscris până în 1805, când a fost descoperit în camerele țarinei Ecaterina cea Mare. 
Evangheliarul a ajuns în Biblioteca Publică Imperială din St Petersburg, unde se află și în prezent. Alexandru Vostokov a fost primul care a studiat manuscrisul în profunzime, demonstrând că slavona bisericească a manuscrisului reflectă contextul lingvistic slav vechi oriental. Prima ediție în facsimil a fost publicată sub supravegherea lui Vostokov în 1843.   

## Vezi și
- Evangheliarul din Kells (sec. al IX-lea)
- Evangheliarul de la Voroneț (sec. al XVIII-lea)